# Broderipia subiridescens
Espèce
Broderipia subiridescens est une espèce de très petits mollusques gastéropodes de l'océan Indien appartenant à la famille des Trochidae. Elle ressemble un peu à une crépidule.

## Description
La coquille est ovale, en forme de crépidule. Sa hauteur atteint 6 mm, son diamètre 4 mm. Son apex atteint presque la marge postérieure. De profil, la pente postérieure est très courte et concave ; la partie antérieure est longue et convexe. Elle est la plus haute près de l'apex. La surface de la coquille est presque lisse, avec des lignes de croissance concentriques microscopiques. Sa couleur est blanche, recouverte d'un motif de filet de points reliés par des lignes rouges. L'apex minuscule est couché, en spirale et dextre. La pointe est érodée. L'intérieur est à peine nacré, le motif extérieur apparaissant par transparence.
Cette coquille est plus petite et plus convexe que celle de Broderipia iridescens (en). Son apex est plus proche de la marge postérieure. L'intérieur est à peine nacré. La coloration et le manque de granulation la distinguent de celle de Broderipia cumingii (en)

## Distribution
Cette espèce est présente dans l'océan Indien au large de Madagascar[réf. souhaitée].